# Damochlora
Damochlora is een geslacht van weekdieren uit de klasse van de Gastropoda (slakken).

## Soort
- Damochlora millepunctata (E. A. Smith, 1894)